# IronE Singleton
Robert Singleton (Atlanta, Georgia, 1975), más conocido como IronE Singleton, es un actor estadounidense conocido por interpretar a T-Dog en la serie de televisión The Walking Dead.

## Biografía
Nació y creció en Atlanta (Georgia). Se graduó en la escuela secundaria y más tarde estuvo en la Universidad de Georgia, donde se especializó en comunicación oral y teatro. Jugó en el equipo de fútbol Georgia Bulldogs en 1998.

## Filmografía

### Cine
| Año  | Título                        | Papel             | Notas             |
| ---- | ----------------------------- | ----------------- | ----------------- |
| 1996 | Fled                          | Jefe de cocina    |                   |
| 2000 | Remember the Titans           | Jugador de fútbol |                   |
| 2003 | Espera a la Muerte            | Joon              | Cortometraje      |
| 2005 | El clan de los rompehuesos    | Preso             |                   |
| 2006 | Somebodies                    | Janoa             |                   |
| 2007 | Riff                          | Osiel             | Cortometraje      |
| 2009 | Vida 101: El secreto de Angel | Dr. Bosque        |                   |
| 2009 | The Blind Side                | Alton             |                   |
| 2010 | Lottery Ticket                | Vecino            |                   |
| 2011 | Seeking Justice               | Scar              |                   |
| 2013 | Un Amish Asesino              | "Glock" Nichols   | Cine y televisión |
| 2013 | La Caja de Rob                | Tim               |                   |

### Televisión
| Año       | Serie            | Personaje                | Notas                           |
| --------- | ---------------- | ------------------------ | ------------------------------- |
| 2008      | Somebodies       | Epitome                  | 3 episodios                     |
| 2009      | One Tree Hill    | Hombre sin hogar         | 1 episodio                      |
| 2010      | Detroit 1-8-7    | Cura                     | 1 episodio                      |
| 2010-2012 | The Walking Dead | Theodore "T-Dog" Douglas | Papel recurrente (20 episodios) |
| 2011      | Mujeres Solteras | Dion                     | 1 episodio                      |
| 2011      | Franklin & Bash  | Juez                     | 1 episodio                      |